# Niccolò Pandolfini
Pour les articles homonymes, voir Pandolfini.
Niccolò Pandolfini (né à Florence en  Toscane, Italie, en 1440 et mort le 17 septembre 1518 à Pistoia) est un cardinal italien du XVIe siècle.

## Biographie
Niccolò Pandolfini est chanoine à Florence, clerc à la chambre apostolique et scriptor apostolique pendant le pontificat du pape  Paul II. Le pape Sixte IV le charge de l'instruction de son neveu  Giuliano della Rovere, le futur pape Jules II et le nomme preceptor nella pietà e nelle lettere. En 1474, il est nommé évêque de Pistoia. Pandolfini est gouverneur de Bénévent et abbé commendataire de S. Zenobio di Pisa. 
Il est créé cardinal par le pape Léon X lors du consistoire du 1er juillet 1517. 